# Эстетика Джона Дьюи
Эстетика Джона Дьюи — взгляды американского философа Джона Дьюи (англ.John Dewey) на такую философскую дисциплину, как эстетика.

## Обзор

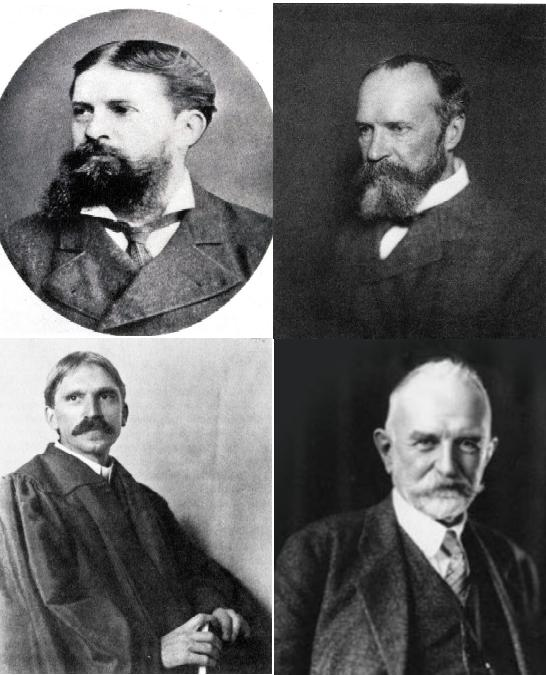
Американские прагматисты (Дьюи изображён в левом нижнем квадрате)

Джон Дьюи, вместе с Чарльзом Сандерсом Пирсом и Уильямом Джеймсом, являются одними из ведущих ранних представителей школы американских прагматистов. Он также оказал большое влияние на эстетику и философию искусства. Его работа «Искусство как опыт» (1934) многими рассматривается как один из самых важных вкладов в эту область в двадцатом веке. Работа особенно известна разрабатываемой в ней теорией эстетического опыта.
Своей критикой попыток ограничить эстетический опыт исключительно областью изобразительного искусства «Искусство как опыт» оказало большое влияние на развитие тенденций в исследовании эстетики, расширив её сферу деятельности от традиционного искусства до популярной культуры, естественной среды и культуры повседневности. Эта работа также часто рассматривается как ключевая часть общего позднего философского проекта Дьюи по переосмыслению опыта в соответствии с натурализмом, то есть как взаимодействия между организмом и окружающей его средой, а не отдельными единицами чувственности, такими как, к примеру: стимул, впечатление, идея или чувственные данные. Вместо того, чтобы исследовать, как наши чувства соприкасаются с реальностью и правильно ли они ее представляют, что Дьюи считает призмой анализа современной эпистемологии, сам Джон Дьюи, отталкиваясь от своего прочтения теории эволюции Дарвина, предлагает рассматривать процесс формирования опыта как часть естественных процессов, с которыми по природе взаимосвязан человек. Для Дьюи эстетический опыт — высшая форма этого взаимодействия. Это фаза, когда, как часто говорил Дьюи, взаимодействие между организмом и окружающей средой достигает стадии реализации.
Уже в книге «Опыт и природа» есть глава, посвященная эстетике, теме которую Джон Дьюи развил более глубоко и подробно в книге «Искусство как опыт» примерно десять лет спустя. Из-за того, что Дьюи высоко ценит эстетический опыт, «Искусство как опыт» даже считается кульминацией всего позднего философского мышления этого автора.

## Эстетика раннего Джона Дьюи

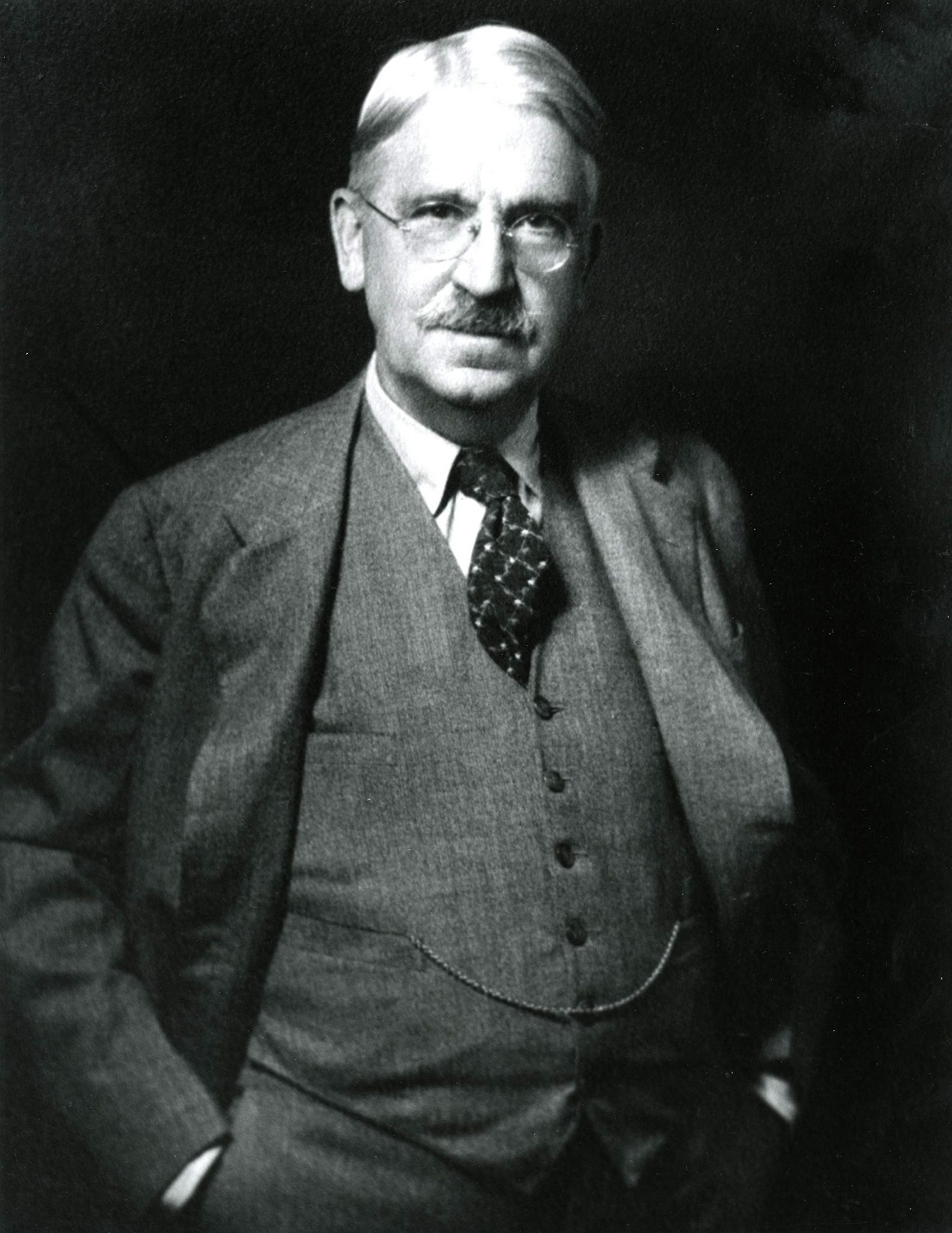
Джон Дьюи

Дьюи было уже за семьдесят, когда была опубликована его главная работа, посвящённая теме эстетики, — «Искусство как опыт», но уже ранние его работы содержат многочисленные обсуждения эстетических тем, начиная с его самой первой книги «Психология» (1887), в которой Дьюи обсуждает эстетику и искусство в различных его аспектах. Дьюи, например, подчеркивает важность ритма для нашей духовной жизни как в плане восприятия, так и в плане выражения. Душа, согласно раннему Дьюи, стремится выразить свои самые сокровенные состояния, особенно эмоции, в ритмической форме. Ритм определяется как приведение умом разнообразия к единству и разбиение единства на разнообразное. Это происходит, когда определенные доли акцентируются через равные промежутки времени, что требует, чтобы элементы были организованы во времени, через ум, который, с целью сформировать единый образ, перемещается вперед и назад во времени.
«Психология» восходит к идеалистическому периоду Дьюи, что, например, проявляется в трактовке в этой книге воображения, эстетических ощущений и красоты.
Дьюи проводит различие между различными формами воображения, которое он определяет как интеллект, воплощающий идеи в определенных образах. Высшая форма воображения — это творческое воображение, которое позволяет нам проникать в скрытый смысл вещей, находя чувственные формы, которые одновременно в высшей степени раскрывают и доставляют удовольствие. Оно создает свои объекты заново посредством немеханического разделения и комбинирования.
Неявно следуя Канту, Дьюи считает, что цель творческого воображения — свободная игра способностей «я». Его функция состоит в том, чтобы уловить смысл и воплотить его в чувственной форме, чтобы вызвать чувство, таким образом репрезентируя свободно действующее субъективное «я».
Вторая часть «Психологии» посвящена чувству, в том числе, раскрываемому в пятнадцатой главе, эстетическому чувству. Эта глава также посвящена изобразительному искусству и вкусу. Эстетические чувства сопровождают восприятие «идеальной ценности опыта». Ум реагирует на определённые отношения к идеалам через чувство красивого и уродливого. Каждый элемент содержания опыта содержит в себе красоту в той мере, в которой в нём есть элемент идеального. Повторяя за функциональным взглядом на прекрасное, Дьюи утверждает, что, к примеру, двигатель поезда красив, поскольку считается, что он идеально воплощает в себе свой идеал, то есть возможность преодолевать расстояния и объединять людей. Прекрасный объект требует чувственного материала. Однако этот чувственный материал важен лишь постольку, поскольку он выражает собой идеал. Искусство не может быть чисто идеалистическим в смысле отказа от чувственного материала, но оно идеалистично в том смысле, что оно использует такой материал для поощрения понимания идеальных ценностей опыта. Эстетическое ощущение прекрасного универсально и не зависит от места и времени.
Эта универсальность исключает из понимания прекрасного такие низшие чувства, как вкус и запах. Она также исключает чувство собственности и любые ссылки на внешние цели. Гармония составляет красоту. Гармония определяется как чувство, которое сопровождает согласие опыта с идеальной природой «я». Искусство пытается удовлетворить эстетическое в нашей природе, и оно считается преуспевшим, когда полностью выражает идеал. Идея, в свою очередь, — это «полностью развитое я». Таким образом, цель искусства — создать совершенно гармоничное «я». Используя именно эти определения, Дьюи ранжирует изобразительные искусства по уровню идеальности. Архитектура — наименее идеальное искусство, в то время как поэзия полностью идеальна, в ней мало чувственного, она концентрируется на жизненной личности самого человека (а природа — лишь её отражение).
Вне философских кругов Дьюи, в первую очередь, известен своей работой на поприще образования. Одна из его основных работ в этой области, «Демократия и образование» (1916), также включает размышления на эстетические темы, особенно на тему воображения, которое Дьюи рассматривает «как единственный способ избежать механических методов обучения», к которым он, в целом, относится негативно.
Предваряя натурализм «Искусства как Опыта» Дьюи утверждает, что нет существенного разрыва между эстетическим опытом и другими формами опыта. Функция изобразительных искусств не в том, чтобы предоставить убежище от обычной жизни, но, скорее, в том, чтобы усилить те свойства, которые делают повседневный опыт привлекательным. Искусство — это главное средство достижения «более сильного, более глубокого понимания». Его цель, помимо принесения удовольствия, состоит в том, чтобы закреплять вкус, раскрывать глубины смысла в переживаниях, обычно считающихся не примечательными, а также концентрироваться и фокусироваться на тех элементах, которые в жизни считаются хорошими. В конце концов, изящные искусства — это «не роскошь образования, а яркое выражение того, что делает любое образование стоящим».
Также, Дьюи критикует Аристотелевское разделение на практический труд и досуг, где второй предпочтительнее первого. Он возвращается к этой теме в «Искусстве как Опыте», где предлагает новое понимание отношения между целью и средствами как способа улучшения качества ежедневного опыта человека. Средства не должны рассматриваться как незначительные предварительные шаги, которые можно отбросить, как только цели достигнуты, но как внутренне содержание цели, достижения которой они помогают добиться. Это понимание, полагает Дьюи, придаст повседневному опыту людей чувство направления и смысла.
Дьюи вкратце вернулся к вопросам роли искусства в обществе в «Публике и ее проблемах», где искусство рассматривается как то, что может решить проблему распространения идей, необходимых для социальных изменений. Люди искусства являются настоящими распространителями новостей, поскольку они причина тех событий, которые вызывающие эмоции и определенное восприятие. Для Дьюи Уолт Уитмен был образцом такого человека. Он заключает, что для того, чтобы великое и настоящее общество возникли, нашим механизированным миром должно овладеть искусство «полного и подвижного общения».

## «Искусство как Опыт»
Несмотря на наличие в его более ранних работах заготовок предварительного материала по теме эстетики, именно «Искусство как опыт», по мнению исследователей его творчества, поднимает теоретические представления Дьюи об этой дисциплине, а также об искусстве, на новый уровень. В более поздних работах, таких как «Искусство как опыт», не только более глубокие мысли и прозрения, считают они, но и понимание искусства, на котором они построены, намного сложнее по сравнению с более ранними исследованиями.
Важным событием, внесшим значительный вклад в развитие эстетического мышления Дьюи, стало его сотрудничество с промышленником и коллекционером произведений искусства Альбертом Барнсом, которому и посвящено «Искусство как опыт». Дьюи был членом штата Фонда Барнса, директором которого он был назначен в 1925 году. Дьюи не только подробно цитирует произведения Барнса о живописи, но и многие из примеров искусства в книге Дьюи взяты из личной коллекции его друга. Одна из основных тем коллекции Барнса — ранняя модернистская живопись, и поэтому «Искусство как опыт» включает в себя многочисленные исследования картин ведущих деятелей раннего модернизма, в частности Винсента Ван Гога, Анри Матисса, Огюста Ренуара и Поля Сезанна.
«Искусство как опыт» формирует систематическую эстетическую теорию в том же смысле, что и такие классики эстетики двадцатого века, как «Принципы искусства» Робина Джорджа Коллингвуда, «Истоки произведения искусства» Мартина Хайдеггера, «Эстетическая теория» Теодора Адорно и «Эстетика: проблемы в философии критицизма» Монро Бердсли.
В следующих шести разделах рассматриваются основные темы «Искусство как опыт», все из которых так или иначе связаны с эстетическим опытом.

### Натуралистические основания теории эстетики
Эстетическую теорию, которую Дьюи развивает в книге «Искусство как опыт», можно назвать умеренно натуралистической. В то время как Дьюи находит «активные зародыши» искусства и других эстетических явлений в природных процессах, он никоим образом не стремится свести их к природной реальности полностью и не пытается объяснить их происхождение и стойкость, путём нахождения их места в эволюционном развитии человеческого вида, как это делают некоторые современные представители эволюционной эстетики. Скорее, натурализм Дьюи является эмерджентным, в том смысле, что он стремится показать, как эстетический опыт и культура возникают из природной основы жизни, как он ее понимает. Ключевым элементом этого умеренного натурализма является идея организма или «живого существа» (термин, который часто использует сам Дьюи), которое находится в постоянном взаимодействии с окружающим его миром. Дьюи утверждает, что это взаимодействие сопровождается сменой и усилением фаз беспорядка и стабильности, неустойчивости и восстановления гармонии, которые, по мнению Дьюи, придают опыту его базовую структуру. Как говорит сам Дьюи: «Жизнь происходит в среде, но не только в ней, но благодаря ей и через взаимодействие с ней.» Неудивительно, что концепция опыта Дьюи, на которой построена его эстетика, иногда описывается как «экологическая».
В соответствии со своим натурализмом Дьюи очень критически относится к попыткам возвысить искусство и эстетику над «объектами конкретного опыта», а также к стремлению объяснить ценность искусства его предполагаемой способностью раскрывать некоторые высшие формы реальности, отличные от естественных форм, которые мы разделяем с другими животными. Для Дьюи такой духовный подход к искусству — еще один пример человеческого стремления выстроить своё постоянство в меняющемся и непредсказуемом мире природы. Он прослеживает истоки многих влиятельных дихотомий, например между «высоким и низким» и «материальным и идеальным», а также идей «презрения к телу» и «страха чувств», к более фундаментальной дихотомии между духом и природой. Уже в «Опыт и природа» Дьюи утверждает, что есть только две альтернативы: «либо искусство есть продолжение… естественных тенденций природных явлений; или искусство — это своеобразное дополнение к природе, происходящее из чего-то, что обитает исключительно в груди человека, как бы ни называлось последнее».
Он предпочитает первую альтернативу и берет движение между нестабильностью и стабильностью, активностью и пассивностью, действиями и переживаниями, которые, по его мнению, являются неотъемлемыми качествами всего опыта, в качестве отправных точек своего эстетического теоретизирования.

В то время как Дьюи отстаивает натуралистическое понимание эстетической теории, он в равной степени осознает негативные коннотации, которые часто присущи натуралистическому пониманию искусства и эстетики, а также масштаб трансформации, которую быстрое развитие естественных наук оказало на понимание людьми себя. 
«[Ибо физическая наука, кажется, лишает] свои объекты качеств, которые придают объектам и событиям обычного опыта всю их остроту и ценность.»
Однако Дьюи считает эти опасения необоснованными. Натуралистическая эстетика, полностью признающая «преемственность органов, потребностей и основных импульсов человеческого существа от его животных предков», не подразумевает «необходимого снижения человека до уровня животных». Скорее, только натуралистический подход может правильно объяснить тот почти чудесный факт, что нечто столь же сложное и «поражающее», как искусство и эстетический опыт, может возникнуть из самых базовых элементов жизни.
Поэтому цель эстетической теории, по мнению Дьюи, должна заключаться не в одухотворении произведений искусства и отделении их от объектов обычного опыта, а в том, чтобы раскрыть «способ, которым эти произведения идеализируют качества, в нём обнаруживаемые». Другими словами, неправильно думать об эстетике как о роскоши трансцендентно идеального «вторжения в опыт извне». Скорее эстетическое в опыте следует понимать как «проясненное и усиленное развитие черт, которые принадлежат каждому обычно завершенному опыту». Именно такой натуралистический подход представляет для Дьюи «единственную надежную основу, на которой может быть построена эстетическая теория».

### Против «Музейной концепции искусства»
Критика Дьюи позиции, которую он называет «музейной концепцией искусства», — это одна из самых известных частей его эстетической теории. Для него это хрестоматийный пример того отношения к искусству, которое его натурализм стремится преодолеть. В представлении Дьюи музейная концепция искусства в целом соответствует современной идее изобразительного искусства, которая возникла в восемнадцатом веке и получила наиболее теоретически развитое отражение в книге Шарля Баттё «Изящные искусства, сведенные к единому принципу» (франц. Les Beaux Arts réduits á un même principe, 1746). Примерно в это же время различные искусства постепенно стали образовывать нечто единое и отдельное от наук, религии и, что наиболее важно, от практических искусств. Возникла идея автономии искусства.
Искусство начало считаться саморегулирующейся сферой, правила для которой устанавливались возникающими одновременно разнообразными художественными учреждениями. В отличие от практических искусств, таких как вышивка и изготовление обуви, ценность которых зависела от внешних целей, которым они служили, изобразительное искусство считалось имеющим свои собственные внутренние меры ценности, которые, кроме того, могли быть реализованы в полной мере только в пределах пространства развивающихся художественных учреждений.
Музейная концепция также собой представляет более общую склонность, существование которой Дьюи отмечает в философской теории — «философскую ошибку». Этим термином Дьюи обозначает набор предубеждений, лежащих в основе исследования, которые определяют его рамки и направляют его прогресс еще до того, как какое-либо сознательное исследование даже состоится.
В эстетике это заблуждение, по мнению Дьюи, приняло форму, согласно которой искусство и эстетика обязательно должны быть чем-то отдельным от обычных повседневных способов переживания и деятельности. Это предположение, которому должно соответствовать любое эстетическое исследование. Как и в других областях философии, лекарство от заблуждения в случае эстетики состоит в более внимательном рассмотрении опыта, в частности, в том, как эстетический опыт возникает из общих паттернов всего опыта, которые исследует натурализм Дьюи.
Дьюи считает, что есть исторические причины, по которым идея искусства как чего-то существенно автономного от других сфер жизни стала настолько доминирующей. Он находит их в росте национализма и капитализма. Обе эти тенденции, по его мнению, усилили склонность ставить искусство «на отдаленный пьедестал» отдельно от других видов деятельности и способов переживания. Концепция искусства, связанная с националистическими и империалистическими тенденциями, превратила музеи в «салон[ы] красоты цивилизации», где каждая нация демонстрирует свои величайшие художественные достижения и, как в некоторых случаях, также свою «художественную добычу». Произведения искусства получили ауру «Священнее, чем ты», которая усилила их эзотерический характер как нечто противоположное повседневной жизни.
Дьюи также негативно описывает «ново-разбогетвших» людей своего времени, которые, по его мнению, собирали коллекции дорогих произведений искусства просто ради поддержания своего социального статуса, не заботясь об их художественной ценности и, на самом деле, эстетически с ними не взаимодействовали. Все это означало для Дьюи, что произведения искусства могут стать просто «художественными продуктами», а не произведениями искусства, которые на самом деле что-то делают «с и в опыте».
Дьюи считает, что в этом развитии событий нет победителей: искусство скрывается или «заворачивается», если следовать терминологии современного исследователя Дьюи Ричарда Шустермана, в отдельную сферу, отделённую от повседневных потребностей, ценностей и взглядов людей. Чтобы получить подлинный эстетический опыт, при таком подходе, необходимо оставить повседневность позади и войти в закрытые помещения музея и других художественных учреждений.
По мнению Дьюи, возникающее несоответствие между эстетикой и более приземленными областями жизни не ограничивается теорией. «[Оно сильно повлияло] на практику ведения жизни, отогнав эстетические представления, которые являются необходимыми составляющими счастья, или снизив их до уровня компенсации преходящих приятных возбуждений». Результатом стала «эзотерическая идея изобразительного искусства» и представление о повседневном как о чем-то изначально неэстетичном.
Множественные примеры не-западного искусства, которые Дьюи обсуждает в своей книге «Искусство как опыт», являются особенно важными частями его аргумента в пользу восстановления неразрывности между искусством и жизнью и освобождения его от ига музейной концепции. Поскольку способы включения эстетических практик и артефактов в самый центр повседневной жизни и общих ритуалов во многих таких культурах показывают, что эстетически значимые объекты не требуют каких-либо специальных институциональных условий. По словам Дьюи, такие повседневные предметы, как «домашняя утварь, обстановка палатки и дома, коврики, циновки, кувшины, горшки, луки, копья» были неотъемлемой частью жизни сообщества и играли ключевую роль, например, «в поклонении богам, пиршествах и постах, сражениях, охоте и всех тех ритмических точек, что определяют поток жизни.»
Искусство для Дьюи — гораздо более древнее явление, чем современная концепция изобразительного искусства, оно берет свое начало уже в мире «архаичного человека», и его следует рассматривать как «расширение силы обрядов и церемоний, объединяющих людей посредством общего празднования, во всех происшествия и событиях в жизни.»

### Эстетический опыт
Эстетический опыт, по Дьюи, можно рассматривать как форму «интернализма», поскольку он стремится отделить эстетический опыт от других типов опыта, глядя на его внутренние качества, то есть на то, как эстетический опыт ощущается изнутри.
Эстетический опыт, считает он, выделяет уникальный опыт, который показывает, каким опыт может быть в лучшем своём виде в каждой сфере жизни, а не только в искусстве. «Эстетический опыт — это опыт в его целостности».
Это особый вид конденсации переживаний в общем его потоке. Это наиболее важный образец формы опыта, который Дьюи называет «переживанием» [an experince], часто выделяя неопределенный артикль этого понятия курсивом, чтобы подчеркнуть выделяющийся характер упомянутого опыта. В "«переживании» материал опыта реализуется, завершается и образует единое целое, как, например, когда проходит игра, завершается беседа или когда мы доедаем «эту еду в парижском ресторане».
Дьюи никогда не дает четкого определения эстетического опыта в терминах необходимых и достаточных условий, но иногда выделяет его особенности. Самое главное, эстетический опыт имеет временную структуру. Эстетический опыт — это то, что развивается и приобретает определенные качества по мере развития опыта. В этом смысле он «динамичен, потому что для его завершения требуется время». Чтобы что-то могло считаться эстетическим переживанием, должно происходить накопление различных фаз переживания. То есть, эстетический опыт включает в себя ощущение, что более поздние фазы основываются на более ранних и продвигают их дальше, а не просто следуют за ними механически.
Эстетические переживания также интенсивны; они концентрируют, например, эмоциональные и формальные черты в одном опыте.
Еще одно ключевое качество эстетического опыта — это чувство сопротивления. Эти сопротивления не являются препятствиями, они подпитывают развитие и накопление опыта и превращаются в движущее к завершению.
В эстетическом опыте испытывающего также овладевает чувство ритма. Эстетический опыт имеет внутренний импульс, и уже на начальных этапах переживающий может почувствовать в нем определённое направление. Другими словами, в эстетическом опыте «каждая последующая часть течет свободно, без швов и без незаполненных пробелов, в то, что следует». Более того, «поскольку одна часть ведет к другой и когда одна часть продолжает то, что было раньше, каждая из них сама по себе приобретает отчетливость»
Эстетическое переживание не прекращается в какой-то случайный момент. Скорее, его завершение является суммированием его более ранних фаз, либо в том смысле, что энергия, собранная во время переживания, высвобождается, либо переживание достигает реализации в каком-то другом смысле. Короче говоря, эстетический опыт включает в себя «зарождение, развитие и реализацию».
Таким образом, с точки зрения Дьюи, эстетический опыт имеет примерно следующую структуру. Опыт «запускается» каким-то определённым фактором, таким как, к примеру, открытие книги, первый взгляд на картину, начало прослушивания музыкального произведения, вход в естественную среду или здание, начало еды или разговора. Поскольку эстетический опыт носит временной характер, материал опыта не остается неизменным, но элементы, инициирующие переживание, такие как чтение первых строк книги или прослушивание первого аккорда симфонии, сливаются в новые в то время как опыт продолжается, и между его прошлым и новым этапами формируются сложные отношения. Когда эти разные части образуют особый вид упорядоченно развивающегося единства, которое выделяется из общего потока переживаний нашей жизни, рассматриваемый опыт мы называем эстетическим.
Дьюи противопоставляет эстетический опыт «незавершённому» и «неэстетическому» опыту. Эти переживания тоже имеют временное измерение, но вместо того, чтобы демонстрировать единое развитие как эстетическое переживание, они включают в себя «дыры», «механические соединения» и «мертвые точки». Различные фазы опыта просто следуют друг за другом, но никоим образом не развиваются и выстраиваются из более ранних этапов. Не образуется того ощущения «непрерывного слияния», которое характеризует эстетический опыт.
Учитывая общий характер эстетического опыта, неудивительно, что Дьюи придает ему такое большое значение в своей поздней натуралистической философии. Эстетический опыт показывает, насколько сложными и значимыми могут быть переживания, возникающие из основных факторов всех взаимодействий — чувства направления, сопротивления, ритма, накопления.
Эстетическая теория Дьюи является натуралистической именно в том смысле, что даже такой сложный опыт, как эстетический, рассматривается как продолжение людьми взаимодействия с окружающей их средой, которое, по его мнению, характеризует отношения даже простейших биологических организмов. Точно так же искусство — лишь одна из многих практик и сфер жизни, которые могут быть источником эстетического опыта. Разговор, например, является одним из таких повседневных занятий, поскольку он может демонстрировать вид «непрерывного обмена и смешения», который, по мнению Дьюи, имеет важное значение для эстетического опыта.
Дьюи также утверждает, что нет причин думать о таких концептуальных категориях, как «практическое» или «интеллектуальное», как о чем-то противоречащем якобы чистой и неутилитарной категории «эстетического». Можно получить эстетический опыт, занимаясь практической и интеллектуальной деятельностью. Эстетический статус переживаний в этих связях, опять же, зависит исключительно от внутренних качеств переживаний; даже «механик» и «хирург» могут быть «художественно вовлечены» в таком понимании Дьюи. Таким образом, практическое и интеллектуальное не следует считать «врагами эстетического».
По сути, эстетический опыт — это то, что точно связывает практическое, эмоциональное и интеллектуальное в «единое целое». Путём размышлений, во многих случаях можно распутать эти сложные связи, но в момент опыта все они активны, составляя единый эстетический опыт.
Стоит отметить описание Дьюи эстетического опыта как процесса как «активного делания», так и «претерпевания». С помощью этой концептуальной пары Дьюи обращает внимание на взаимодействие между активностью и пассивностью, которое, по его мнению, включает в себя эстетический опыт. Развитие эстетического опыта часто требует усилий и творческой активности от переживающего, но эти моменты действия также соединяются с фазами, когда объект или окружающая среда, как ощущается, берут на себя ведущую роль в переживании без какого-либо реального действия от самого переживающего.
Концепции «активного делания» и «претерпевания» побуждают Дьюи подчеркнуть сходство между работой художника и работой человека это искусство воспринимающего. Законченное произведение искусства, помимо прочего, является результатом планирования, выбора, выделения, уточнения, упрощения и других способов организации и реорганизации материи. По мнению Дьюи, человек не просто принимает «то, что есть в законченной форме»: он или она должны ощутить возможности и проблемы, с которыми художник столкнулся в своей работе, а также решения, которые он принял, из которых работа стала такой, какая она есть.
Таким образом, и создание искусства, и его восприятие — «это процесс[ы], состоящие из серии действий, которые накапливаются для достижения цели». В этом смысле эстетический опыт для Дьюи является своего рода зеркальным отражением деятельности художника. В его словах: «[the] воссозданием объекта»

### Эстетическая форма
Каким бы интерналистским ни был подход Дьюи к эстетическому опыту, и насколько бы он ни подчеркивал различие между художественным продуктом как физической вещью и произведением искусства как переживаемой вещью, Дьюи также представляет подробное исследование формальных характеристик эстетических объектов. Дьюи утверждает, что эстетический опыт имеет «объективные условия»: не все объекты и окружающая среда порождают те условия, которые могут вдохновить на такое взаимодействие, которое, по его мнению, составляет эстетический опыт. Его анализ «эстетической формы» — это попытка уловить эти условия. Подобно своему пониманию эстетического опыта как динамического и развивающегося, а не как четкого чувственного восприятия, Дьюи стремится выявить более живые стороны формы. Эстетическая форма — это то, что «усиливает, продлевает и очищает восприятие».
На базовом уровне под формой Дьюи подразумевает то, что «организует материал в предмет искусства». Форма состоит из различных частей эстетического объекта и их отношения друг к другу. Для Дьюи части эстетической формы не являются независимыми единицами. Скорее, их отношения — это «что-то прямое и активное… динамичное и энергичное».
В случае эстетической формы разные части объекта должны приспособиться друг под друга, чтобы стать частью одного и того же объекта. Отдельные части играют функциональную и активную роль в целом, элементом которого они являются.
Это также означает, что восприятие эстетической формы не является продуктом несвязанных единичных восприятий, а является чем-то «последовательным», поскольку «каждый последующий акт наращивает и усиливает то, что было раньше». По словам Дьюи, эстетическая форма обладает «качественным единством», которое можно сразу почувствовать. Тем не менее, более полный эстетический опыт требует вовлечения в организацию формы именно в смысле последовательного восприятия.
Учитывая это Дьюи ставит под сомнение традиционное различие между временным искусством (музыка, театр, танец) и пространственным искусством (живопись, скульптура, архитектура). Даже пространственные искусства включают важные временные измерения и должны «восприниматься посредством совокупной серии взаимодействий». Посредством такого рода последовательного и кумулятивного взаимодействия для переживающего постепенно выстраивается эстетический объект. По словам Дьюи, это особенно характерно для якобы статичного искусства архитектуры.
Если эстетический опыт имеет объективные условия, то эстетическая форма, в свою очередь, имеет набор «формальных условий», которыми являются «непрерывность, кумуляция, сохранение, напряжение и ожидание». Дьюи обращает особое внимание на фактор сопротивления. Это своего рода условие условий, поскольку «без внутреннего напряжения» переживание формы было бы просто «рывком к финишу», и в этом случае «не могло быть [ничего], называемого развитием и завершением».

Дьюи далее уточняет взаимосвязь между эстетической формой и эстетическим опытом:
«Не может быть никакого эстетического опыта отдельно от объекта … чтобы объект был содержанием эстетической оценки, он должен удовлетворять тем объективным условиям, без которых невозможны кумуляция, сохранение, усиление, переход в нечто более завершённое.»
Натуралистские основы эстетики Дьюи очевидны также в его анализе эстетической формы, поскольку ее условия объективны именно в том смысле, что они принадлежат «миру физической материи и энергии». Таким образом, его натурализм находит истоки эстетической формы «глубоко в самом мире».
Один из таких глубоких истоков эстетической формы — это ритм. Дьюи считает ритм «первой характеристикой окружающего мира, которая делает возможным существование художественной формы». В основе ритмов искусства лежат основные закономерности взаимоотношений живого существа и окружающей его среды. Дьюи выступает против теории ритма как постоянного повторения идентичных элементов, как в тикающих часах: «тик-так теории» ритма. Скорее, каждый ритмичный удар или тик не просто повторяет прошлое, но продвигает ритмический процесс вперед.
Различные природные явления иллюстрируют этот тип ритма, в том числе «пруд, движущийся рябью, молния и колыхание ветвей на ветру». Они противопоставляются безритмичным явлениям, таким как «монотонный рев», которые не связаны с взаимно сопротивляющимися силами и, таким образом, не влекут за собой накопление энергии, которое могло бы вызвать ощущение удовольствия после завершения.
Все это означает, что ритмические повторения, характерные для эстетической формы, следует понимать не «статистически» или «анатомически», а функционально. В случае эстетической формы ритм — это то, что способствует переживанию. Порхание птицы — это хороший пример этого: оно характеризуется высвобождением накопившейся энергии, но в то же время началом накопления новой, которая снова разряжается при новом взмахе крыла и так далее. Дьюи находит эту форму ритма везде, где «каждый шаг вперед является в то же время суммой и завершением того, что предшествует, и каждое завершение напряженно переносит вперед ожидание.»
Хотя Дьюи признает, что ритм легче всего ассоциируется с музыкой, он считает, что, в конце концов, он пронизывает все искусства, включая даже живопись и архитектуру: «отрицание ритма картин, зданий и статуй или утверждение, что он присутствует в них только метафорически, основывается на незнании внутренней природы каждого восприятия.»
Hаличие между пространственным и временным искусством, как их понимали ранее, оказывается чересчур строгим. Восприятие ритма в картинах так же важно для них, как и для восприятия музыки.

### Художественное выражение
Другой центральный вопрос эстетики, который Дьюи подробно рассматривает в «Искусстве как опыте», — это художественное выражение. Как произведение искусства может быть выразительным и служить средством выразительности? Проблемы взаимосвязаны, поскольку Дьюи считает, что «предметы искусства… общаются», потому что они «выразительны».
Художественное выражение для Дьюи — это не просто передача художником своих эмоций работе. Когда, например, Ван Гог попытался выразить «крайнее опустошение» в одной из своих картин, он не «изливал» эмоции в произведение искусства, а выбирал и организовывал материалы, такие как краски и пигменты, определенным образом, чтобы уловить определённый эмоциональной тон, превращая использованный материал в средство выражения, или в среду (medium) в терминологии Дьюи.
В объяснении Дьюи выразительный акт вызывается «Побуждением», состоянием беспокойства в организме, которое создает потребность в восстановлении состояния равновесия. Побуждение, в отличие от «импульса», представляет собой движение развития «всего организма» в ответ на потребность, возникающую из взаимодействия с окружающей средой, например, тягу к пище. Это начальная стадия полного переживания, тогда как импульс кратковременен, например, реакция языка на кислый вкус.
Побуждение приводит к размышлениям о возможных средствах и действиях для восстановления состояния гармонии и к решению действовать соответственно, как в случае поиска воды, чтобы утолить жажду. Реактивное движение, вызванное побуждением, также заставляет живое существо лучше осознавать себя. «Слепой всплеск» превращается в «цель», а «сопротивление», с которым существо сталкивается, пытаясь завершить импульс, «вызывает мысли» и «вызывает любопытство».
Акт выражения включает в себя аналогичные умственные действия, что как раз делает эмоциональный импульс, стоящий за выражением, ближе к побуждению, чем к импульсу рефлексивного типа.
Ещё для Дьюи важно различать выражение и разряд эмоций. Любое выражение включает разрядку, но только определенный вид разрядки считается выражением. Дьюи настаивает на том, что тот, кто просто ведет себя гневно, не выражает гнев. Просто уступить побуждению не составляет выражения. Цель выражения не в том, чтобы избавиться от первоначальной эмоции, как в случае с криками, которые просто разряжают эмоцию, а в том, чтобы лучше понять ее содержание и значение. Для Дьюи выражение означает «оставаться в стороне, продолжать разработку, работать до завершения». Для того, чтобы эмоциональная разрядка превратилась в выражение в смысле Дьюи, также требуется внешний канал для высвобождения и работы с эмоциональной энергией фонового побуждения.

Дьюи пишет:
Там, где нет управления объективными условиями, нет формирования материалов в интересах воплощения волнения, нет выражения.
Выразительный объект — воплощение этого выразительного акта.
Что также отличает выражение от действия, вызванного простым импульсом, так это то, что у выражения есть среда. Например, по мнению Дьюи, плачущий ребенок не использует крик для выражения своих эмоций; крик — всего лишь скрытый признак неудовлетворенности. Однако, когда, например, улыбка и протянутая рука используются для выражения радости от встречи с другом, эти телесные движения действуют как средства выражения радости. Считается ли что-то средством выражения или нет, таким образом, «зависит от способа использования материала». Когда художник работает над выразительным объектом на основе своего первоначального побуждения, материалы искусства — краски, глина, ноты, слова — превращаются в средства выражения.
Некоторые из формулировок Дьюи о художественной среде приближаются к так называемому заявлению о средней специфичности, согласно которому каждое из искусств имеет свою собственную специфическую среду, которая дает своего рода внутренний фундаментальный механизм для потенциала и развития искусства; «Цвет делает на опыте что-то одно, а звук — что-то другое». Эстетические эффекты, таким образом, связаны с их средой.
Для Дьюи выражение также не является вопросом поиска внешней формы уже завершенной эмоции. Эмоции, в понимании Дьюи, не приходят в готовой форме, они больше похожи на процессы. Особенно эмоциональное побуждение, стояще за выражением лица, изначально не имеет четкого содержания. Нас может одолеть определенная эмоция, но мы также можем быть не в состоянии сразу понять ее конечное содержание и то, почему мы чувствуем то же самое.
Дьюи сравнивает позицию эмоционального побуждения в художественном выражении с магнитом, который притягивает одни материалы, отталкивая другие. Побуждение представляет собой своего рода собирательный принцип работы художника, например, объясняющий его выбор материала и способы их использования и работы с ними. По мнению Дьюи, актом выражения движет попытка найти подходящее соответствие между побуждением и внешним материалом и включает постоянное наблюдением над воздействием, которое художественные решения оказывают на развитие первоначального побуждения.
Например, они его подпитывают, разъясняют или скрывают? Другими словами, «эмоциональная энергия» выполняет «реальную работу» в создании художественного выражения, ведущего к выразительному объекту, поскольку он «вызывает, собирает, принимает и отвергает воспоминания, образы, наблюдения и объединяет их в единое целое.»
Вот почему Дьюи подчеркивает, что в художественном выражении меняются не только внешние материалы — мрамор, краски и слова. Подобные изменения происходят и со стороны « внутренних материалов», таких как «образы, наблюдения, воспоминания и эмоции».
С точки зрения Дьюи, выражение означает обработку внешнего материала «через перегонный куб из личного опыта». Однако сам материал принадлежит «общему миру и поэтому имеет общие качества с материалом других опытов». Таким образом, выражение органично связывает «личный поступок» и «объективный результат».
Тот факт, что в выражении личный опыт художника опосредован объективным материалом, открывает для аудитории возможность прочувствовать видение художника, воплощённое в его работе. Попытка общаться с помощью такого рода объективных средств — это то, что превращает внешний материал в среду, то есть «посредника» между художником и аудиторией.
Но поскольку опыт выражения «сильно индивидуализирован», работа также может открывать для публики «новые области опыта и раскрывать новые аспекты и качества в знакомых сценах и объектах».
По мнению Дьюи, коммуникация в искусстве принимает иную форму, чем, например, в науках: «наука констатирует значения; искусство выражает их». Как и многие другие философы искусства, Дьюи подчеркивает, что художественное общение не происходит на уровне утверждений и пропозиционального знания. Эстетическое искусство, в отличие от науки, представляет собой опыт. Манера коммуникации искусства «вызывающая воспоминания»: переводя объективный и физический материал в выразительную среду, художник стремится вызвать «опыт, который он или она хочет, чтобы аудитория испытала или о которой размышляла».
Таким образом, когнитивная и эмпирическая стороны искусства очень тесно переплетаются в эстетике Дьюи.

### Значение культуры и искусства
Взгляд Дьюи на культуру также показывает умеренный характер его натурализма. Он не считает культуру иллюзорным явлением, который следует сводить исключительно естественной реальности. Он даже считал досадным то, как часто термин «натурализм» ошибочно считается «означающим пренебрежение всеми ценностями, которые нельзя свести к физическим и животным».
Напротив, Дьюи считает, что люди являются одновременно природными и культурными существами, и что настоящая проблема состоит в том, чтобы исследовать, как эти две неизбежно присущие черты человеческой жизни, природы и культуры, переплетаются. На самом деле Дьюи настолько заинтересовался этим вопросом, что даже планировал назвать свою позднюю философию «культурным натурализмом».
Дьюи обозначает культуру как форму «возникновения», то есть культура — это то, что со временем возникает из природы. Другими словами:, «культура — это не продукт прилагаемых в пустоту усилий человека, а результат его длительного и совокупного взаимодействия с окружающей средой». Природа и культура — это два разных слоя жизни человека.
Двумя ключевыми понятиями в данном случае являются ритм и ритуал. Ритм для Дьюи является фундаментальной чертой мира, существование которого в природе предшествует «поэзии, живописи, архитектуре и музыке». Здесь он, опять же, ссылается на такие ритмические процессы в природе, как «рассвет и закат, день и ночь, дождь и солнце», «круговое течение времен года», «постоянно повторяющиеся циклы роста» и « никогда не прекращающийся круговорот рождений и смертей», который, по его мнению, и создал ритмическое пространство для человеческого опыта уже с самого его появления.
Дьюи далее утверждает, что новые ритмические слои возникли для человека, когда люди стали не просто наблюдать ритмические изменения природы, но и сами начали участвовать в них в форме ритуалов и других общественных собраний. Люди привыкли использовать ритмы природы, чтобы отмечать свои отношения с природой и отмечать свои самые сильные переживания.

Дьюи пишет:
«Опыты войны, охоты, сева и жатвы, смерти и воскрешения растений, звезд, кружащих над бдительными пастухами, постоянного возвращения непостоянной луны, были воспроизведены в пантомиме и породили ощущение жизни как драмы.»
Благодаря этим ритуалам, по мнению Дьюи, отношение людей к окружающему миру поднялось до уровня, на котором они начали более пристально размышлять о своем месте в мировом порядке вещей. И ритуалы, сформированные в ответ на циклы природы, начали воплощать мировоззрение и ценности человеческих групп, которых они собрали вместе. Ритуалы создавали чувство общности с ближними, а также чувство преемственности прошлых поколений, тем самым расширяя и обогащая «замыслы жизни».
По мнению Дьюи, эти ритуалы были не только «эстетическими», но ещё и «более чем эстетическими», поскольку «каждый из этих коллективных способов деятельности объединял практическое, социальное и образовательное в единое целое, имеющее эстетическую форму.» Таким образом, культура для Дьюи является чем-то «расположенным», а также «позиционирующим».
Важная ценность, которую Дьюи видит в искусстве, связана с этими общими сторонами опыта. Хотя Дьюи считает, что каждую культуру определяет ее собственная индивидуальность, все же возможно создать преемственность и общность между культурами, расширяя опыт, принимая взгляды и ценности других культур.
В конце концов, Дьюи рассматривает произведения искусства как «единственное средство полного и беспрепятственного общения между человеком и человеком, которое может происходить в мире, полном преград, ограничивающих общность опыта.»
Например, пишет он: «барьеры и ограничивающие предрассудки растворяются, когда мы входим в дух негритянского и полинезийского искусства.»
В результате таких практик мы начинаем «учиться слышать» чужими «ушами» и «видеть» чужими «глазами». Таким образом, произведения искусства для Дьюи являются «самым интимным и энергичным средством помощи людям приобщиться к искусству жизни».
В эстетике активно обсуждается вопрос о том, имеет ли искусство внутреннюю ценность или же его ценность зависит от какой-то внешней цели, которую оно помогает достичь. Дьюи отвергает эту дихотомию, потому что он считает, что разговоры об утилитарных аспектах искусства имеют тенденцию включать слишком узкую концепцию полезности. Полезность произведения искусства отличается от полезности зонтика или газонокосилки. В то время как эти и подобные утилитарные объекты служат «определенной и ограниченной цели», произведение искусства «служит жизни», например, приводя нас к «обновленному отношению к обстоятельствам и потребностям обычного опыта».
Произведения искусства могут служить жизни благодаря своей функции вызывать воспоминания. Они могут делиться опытом, который может образовывать нас. Дьюи также подчеркивает, что работа над произведением искусства не заканчивается при завершении непосредственного опыта взаимодействия с ним, а «продолжает действовать на нас косвенными путями».
Как и любой другой важный опыт, наше взаимодействие с произведениями искусства может привести к тому, что Филип Джексон называет «эмпирическим ростом». Здесь Джексон следует концепции роста Дьюи, которая является центральной в его философии образования. Идея роста также связана с натуралистической подоплекой Дьюи. Минимальная степень роста есть тогда, когда организм преодолевает какую-то проблемную ситуацию. Организм чему-то учится и может использовать полученный опыт в новых обстоятельствах в будущем.
Благодаря различным типам переживаний, которые могут вызывать произведения искусства, искусство тоже может быть важным источником такого рода роста. Вот почему Дьюи считает, что мы должны испытывать такое же уважение к «создателям» перцептивных произведений искусства, как и к «изобретателям микроскопов и микрофонов»; в обоих случаях мы имеем дело с артефактами, которые могут научить нас новым способам восприятия и «открывать новые объекты для наблюдения и наслаждения».

## Критика теории Дьюи
Критика эстетики Дьюи началась еще до публикации «Искусства как опыта». Курт Дюкасс, например, считал, что инструментализм Дьюи порождает странную теорию, согласно которой человеческая жизнь — это вопрос изготовления инструментов. Все инструменты, по сути, являются инструментами для изготовления инструментов, и следует признать только удовлетворение, возникающее от изготовления инструментов. Он также критиковал Дьюи за то, что тот не допускал бессмысленных удовольствий.
Эстетическое восприятие цветов, радуги или заката, как таковое, не требует наличия в них смысла. Смысл также не обязательно должен присутствовать в дизайне как таковом. Он соглашался с Шопенгауэром, в отличие от Дьюи, в том, что эстетическое созерцание не требует внимания к его смыслу. Кроме того, поскольку создание искусства может иногда происходить одним махом, и оно может быть бессмысленным.
Более того, только случайно чувство, выражаемое при создании искусства, связано с воспринимаемой ситуацией. Эмоции не всегда являются реакцией на конкретные ситуации, и многие эмоции ни о чем не говорят. Художественное выражение эмоций следует отличать от утилитарного выражения. Только последнее имеет дело с объектом эмоции.
Другой ранний критик, Эдна Ширер, считала, что Дьюи хоронит искусство исходя из посторонних этических и политических соображений. Она отвергла идею о том, что вся жизнь должна быть подобна искусству в сочетании целей и средств. Желание Дьюи преодолеть дихотомию целей и средств по её мнению проблематично, поскольку произведение искусства как таковое не содержит в себе сам процесс, который привел к его созданию. Идеальное сочетание средств и целей утопично. Кроме того, труд просто невозможно исключить из общества или творческого процесса.
На раннем этапе «Искусство как опыт» не повезло получить два отзыва, которые негативно повлияли на его восприятие. Первый из них, от Стивена Пеппера, который утверждал, что Дьюи не был истинным прагматиком и что он своей книгой возвращается к раннему гегельянству. Второй отзыв, написанный Бенедетто Кроче, вторил отзыву Пеппера. Кроче, самого которого многие считают гегельянцем, углядел столько сходств между работами Дьюи и его собственными, что обвинил Дьюи в том, что украл его идеи. Это не помешало многим философам, педагогам и другим интеллектуалам создавать работы по эстетической теории, сильно вдохновлявшиеся теорией Дьюи.
После публикации «Искусства как опыат» возникла длинная цепочка как критики, так и апологетики этой работы. Елисео Вивас утверждал, что Дьюи придерживается двух теорий о роли эмоций в эстетическом опыте: одна состоит в том, что эстетический объект вызывает эмоции у зрителя, а другая — что, объективно говоря, смыслом искусства являются эмоции. Но, как он утверждал, экспериментальная эстетика показала, что эмоции являются случайным следствием эстетического восприятия, и поэтому не должны включаться в его определение. Один и тот же эстетический объект может вызывать у разных зрителей разные эмоциональные реакции. Некоторые профессиональные музыканты даже отрицают, что адекватный эстетический опыт предполагает наличие эмоций. Дьюи также не дал объяснения средств, с помощью которых объект выражает эмоции. Сам Вивас определял эстетический опыт как пристальное внимание, включающее понимание имманентных значений объекта.
Во второй своей статье Вивас спрашивал: «связаны ли эмоции с материалом? Как это согласуется с идеей, что эмоции не выражаются в объекте? И как эти идеи согласуются с представлением о том, что у зрителя возникают эмоции?» Вивас настаивал на том, что не всякое искусство вызывает эмоции у каждого, кто его воспринимает. Музыка для искушенных слушателей часто не вызывает эмоций. Когда мы находим в музыке «грусть», лучше называть ее объективным характером музыки, чем эмоцией.
Джордж Боас утверждал, что Дьюи стремится к универсальности в искусстве, то есть в той сфере, где её невозможно найти. Он считал, что Дьюи ошибочно принимает термин «искусство» как имеющий только одно значение, тогда как их в действительности много. Более того, в то время как одно искусство раскрывает, другое искусство скрывает, неправильно говорить, что все искусство или даже все великое искусство раскрывается универсально.
Одна из ведущих эстетиков того времени Сюзанна Лангер считала прагматизм в целом и Дьюи в частности виновным в психологизме и, следовательно, в неспособности решать проблемы, которые действительно бросают вызов эстетикам. Прагматизм исходит из того, что все человеческие интересы являются проявлением побуждений, мотивированных потребностями животных, что сводит психологию человека к психологии животных. Таким образом, эстетические ценности интерпретируются либо как непосредственное удовлетворение, либо как средство удовлетворения психологических потребностей, благодаря чему художественный опыт не отличается от обычного опыта.
Это упускает из виду суть искусства, что делает его таким же важным, как наука или религия. В то время как Дьюи считал, что нет существенной разницы между художественным опытом и обычным опытом, Лангер считала, что наслаждение искусством совсем не похоже на наслаждение от покупки новой машины или от прекрасного утра. Но Фелиция Круз утверждала, что Лангер неверно истолковала Дьюи по нескольким важным пунктам и на самом деле, её собственная позиция была намного ближе к Дьюианской, чем она думала.
В 1950-х годах в англоязычной эстетике произошла аналитическая революция. Предыдущие эстетические теории начали считаться слишком умозрительными и неясными. Этой же критике подверглись и работы Дьюи. Арнольд Изенберг, например, в основополагающем документе аналитической эстетики, первоначально опубликованном в 1950 году, отверг «искусство как опыт» как «мешанину противоречивых методов и недисциплинированных спекуляций», даже не смотря на то, что нашёл в ней множество интересных предположений. Главными объектами атак со стороны аналитиков на Дьюи были его теории выражения и творчества.
Эта ситуация продолжалась вплоть до 1980-х годов, в которых, по словам одного из редакторов The Journal of Aesthetics and Art Criticism, эстетика Дьюи практически игнорировалась. В то время как Монро Бердсли, один из самых важных эстетиков конца двадцатого века, сохранял интерес к Дьюи, особенно в его размыщлениях об эстетическом опыте, другие крупные фигуры, в том числе Артур Данто, Мэри Мазерсилл и Ричард Воллхейм, полностью игнорировали его.
Нельсон Гудман может быть частичным исключением. Он, безусловно, разделял убеждение Дьюи, что искусство и наука во многом близки. И, как Дьюи, он предлагал заменить вопрос «что такое искусство?» на «когда искусство?» Они оба придерживались натуралистического подхода к искусству. Однако Гудман, который никогда не упоминает Дьюи в своих «Языках искусства», видел искусство в терминах языков и других систем символов, тогда как Дьюи видел его в терминах опыта.

## Последующее влияние на культуру
Дьюи опередил свое время в своём приверженности мультикультурализму. Набор иллюстраций, которые Дьюи выбрал для Искусства как опыта, включал в себя керамику индейцев пуэбло, наскальную живопись бушменов, скифский орнамент и африканскую скульптуру, а также работы Эль Греко, Ренуара, Сезанна и Матисса. Он интересовался традиционным и народным искусством Мексики, восхищаясь дизайном сельских школ по сравнению с городскими (1926). Он также был связан, в основном через Барнса, с афроамериканской культурой.
Барнса пригласили написать главу для «Нового негра» под редакцией Алена Локка. Новый негр был одним из основополагающих документов Гарлемского Возрождения. Учащиеся первых экспериментальных классов художественного образования Дьюи и Барнса были в основном из черного рабочего класса. Барнс коллекционировал афроамериканское искусство, а также поощрял афроамериканских студентов учиться в Фонде Барнса. Афроамериканский художник и иллюстратор Аарон Дуглас, который пришел в фонд в 1927 году, учился в Париже в 1931 году в рамках стипендии Фонда.
Барнс также имел давние связи с Линкольнским университетом, исторически сложившимся колледжем для чернокожих, многие студенты которого учились в Фонде Барнса. Дьюи был одним из членов-основателей NAACP (Национальная ассоциация содействия прогрессу цветного населения) и одним из шестидесяти участников, подписавших «Призыв» 1909 года к Национальной конференции по борьбе с расовым неравенством, основополагающий документ NAACP.
Дьюи также стремился содействовать межкультурному взаимопониманию, основав в 1926 году Китайский институт в Нью-Йорке. Китайский институт, который существует и сегодня, позиционирует себя как единственное учреждение в этом городе, которое сосредоточено исключительно на китайской цивилизации, искусстве и культуре. Ху Ши, ученик Дьюи, пригласил его в Пекин в 1919 году.
Хотя Дьюи имел глубокие познания в литературе, архитектуре, живописи, скульптуре и театре, он был относительно необразован в музыке и, как говорили, был глухим. Тем не менее, он часто мог сказать что-то важное о музыке, и многие музыканты и преподаватели музыки черпали вдохновение из его теории. К сожалению, он не рассматривал фотографию или кино как отдельные виды искусства.
Многие авторы жалуются, что Дьюи мало интересовался авангардным искусством своего времени. Верно, что кубизм, дадаизм и сюрреализм не играют никакой роли в его творчестве, и его теория, кажется, фактически исключает беспредметную живопись, хотя он положительно говорит об абстрактном искусстве.
Не много он и ссылался на таких поэтов-новаторов, как Т. С. Элиот и Эзра Паунд. Хотя это и может указывать на его якобы консервативный подход к искусству, тем не менее, он оказал значительное влияние на, как современные для него, так и появившиеся позднее, различные новаторские направления в искусстве.
Пожалуй, наиболее важно то, что директор Федерального художественного проекта с 1935 по 1943 год Хольгер Кэхилл был последователем Дьюи. Среди художников Томас Харт Бентон, реалист-регионалист, одним из первых обратился к его философии. Дьюи также был членом правления влиятельного колледжа Блэк-Маунтин, в котором учились такие студенты, как Мерс Каннингем и Джон Кейдж. Джозеф Альберс, известный учитель живописи, сначала испытал влияние педагогической теории Дьюи, а затем — его эстетики.
В Мексике Escuelas de Pintura al Aire Libre, или школы живописи под открытым небом, возникли во время мексиканской революции и достигли установленной структуры при правительстве Альваро Обрегона. Их продвигал Альфредо Рамос Мартинес, вдохновленный Дьюи.
Что касается художников конца двадцатого века, то влияние Дьюи на абстрактный экспрессионизм было особенно сильным. Например, Роберт Мазервелл, изучавший «Искусство как опыт», отзывался об этой работе как о своей Библии. Дональд Джадд, скульптор-минималист, читал Дьюи и восхищался им.
Есть также основания полагать, что Аллан Капроу, один из создателей хеппенингов и перформанс-искусства, читал Дьюи и опирался на его идеи. Хотя один автор утверждал, что современный боди-арт произошёл от интегрированного завершенного эстетического опыта, продвигаемого Дьюи, другой утверждает, что Дьюи попросту предвосхитил появление этого движения.